# The Wild and Frantic Little Richard
The Wild and Frantic Little Richard — тринадцатый альбом американского певца Литла Ричарда, вышедший в 1966 году.

## Об альбоме
Пластинка состоит из студийных и концертных записей, сделанных в декабре 1965 г. (с концерта в Атланте) и в январе 1966 г. (в мемфисской студии).

## Список композиций
Сторона А
1. Baby, What You Want Me To Do
2. Do The Jerk
3. Directly From My Heart
4. I’m Back
5. Holy Mackeral

Сторона Б
1. Good Golly Miss Molly
2. Send Me Some Lovin’
3. Groovy Little Suzy
4. Baby, Don’t You Want a Man Like Me
5. Miss Ann

## Альбомные синглы
- Holy Mackerel / Baby, Don’t You Want a Man Like You (1/1966; Modern 1018)
- I’m Back / Directly From My Heart (5/1966; Modern 1022)
- Baby, What You Want Me to Do (Part 1) / Baby, What You Want Me to Do (Part 2) (10/1967; Modern 1043)